# Winterbourne Dauntsey
Winterbourne Dauntsey är en ort i civil parish Winterbourne, i distriktet Wiltshire, i Storbritannien. Den ligger i grevskapet Wiltshire och riksdelen England, i den södra delen av landet, 120 km väster om huvudstaden London. Winterbourne Dauntsey ligger 61 meter över havet och antalet invånare är 500. Winterbourne Dauntsey var en civil parish fram till 1934 när blev den en del av Winterbourne. Civil parish hade 176 invånare år 1931.
Terrängen runt Winterbourne Dauntsey är huvudsakligen platt. Winterbourne Dauntsey ligger nere i en dal. Runt Winterbourne Dauntsey är det ganska tätbefolkat, med 129 invånare per kvadratkilometer. Närmaste större samhälle är Salisbury, 5,7 km sydväst om Winterbourne Dauntsey. Trakten runt Winterbourne Dauntsey består till största delen av jordbruksmark.